# Canon EOS-1D Mark II
Die Canon EOS-1D Mark II ist eine digitale Spiegelreflexkamera des japanischen Herstellers Canon, die seit 2004 erhältlich ist. Der Hersteller richtet sie an professionelle Anwender.

## Technische Merkmale
Die Kamera verfügt über einen APS-H-CMOS-Sensor mit 8 Megapixel, einen 45-Punkt-Autofokus und einen 2-Zoll-LC-Bildschirm. Sie wiegt 1220 g ohne Objektiv und ist zu Canon-EF-Objektiven kompatibel (nicht zu EF-S- und EF-M-Objektiven). Ihre Serienbildfunktion ermöglicht 8,5 Bilder pro Sekunde. Außerdem verfügt sie über einen Pufferspeicher, der bis zu 40 JPEG- oder 20 RAW-Bilder in Serie ermöglicht.
Die Kamera hat im Weiteren folgende Merkmale:
- 45-Punkt-TTL-Autofokus
- ISO-Bereich von 100 bis 1600, der per Menüeinstellungen auf 50 und 3200 erweitert werden kann
- Wetterfestes Gehäuse aus Magnesiumlegierung
- Pentaprisma-Sucher, der ca. 100 % des Bildes anzeigt
- DIGIC-II-Bildprozessor

## ModellvarianteEOS-1D Mark II N

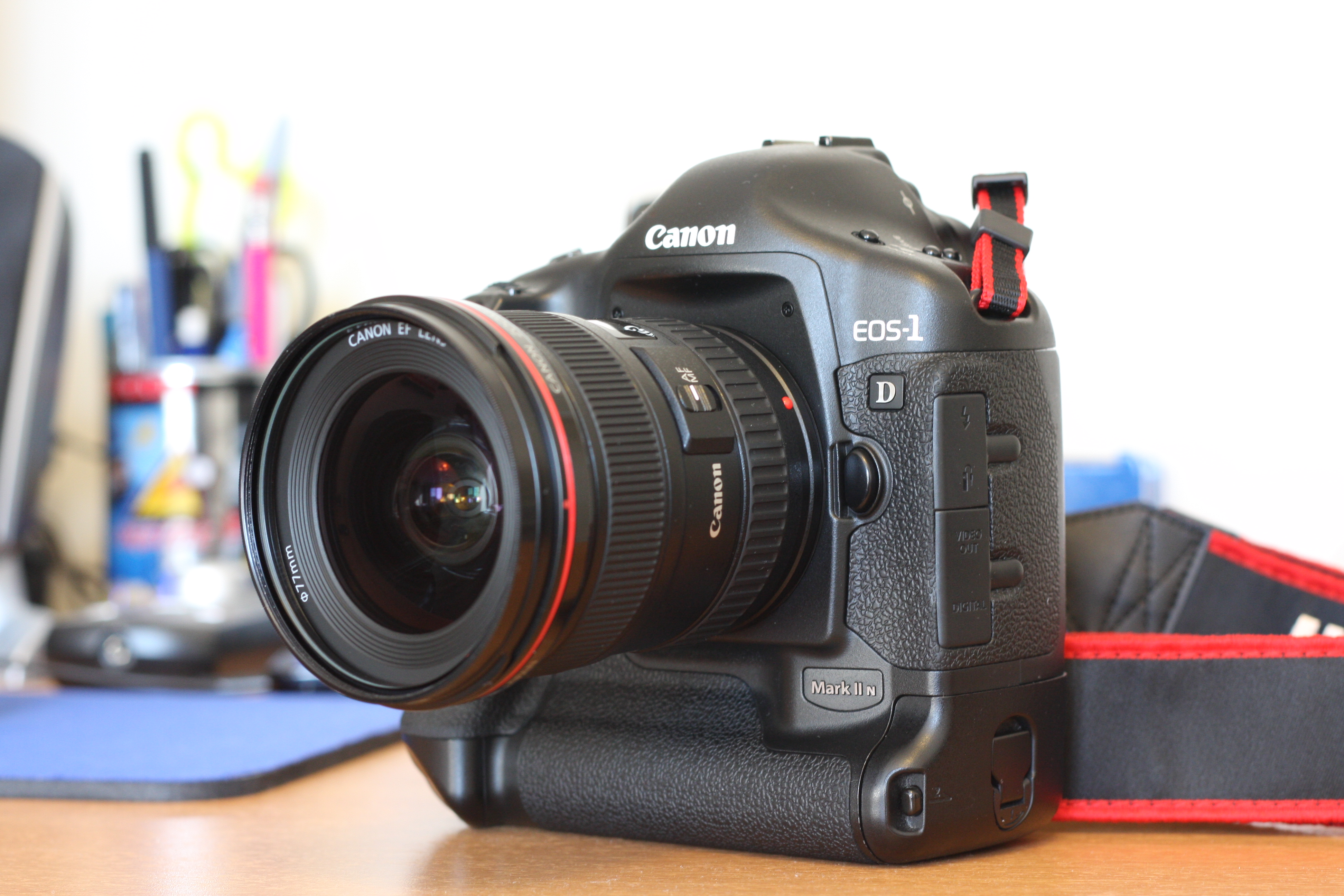
1D Mark II N

Im August 2005 veröffentlichte der Hersteller das Modell 1D Mark II N mit dem gleichen Sensor, dem gleichen Chip, dem gleichen Autofokus sowie der gleichen Serienbildfunktion. Verbessert wurde insbesondere der Bildschirm, hin zu einem blickwinkelstabileren 2,5″-LCD, sowie der Pufferspeicher. Außerdem wurden ‚Bildstil‘-Funktionen hinzugefügt.

## Bilder

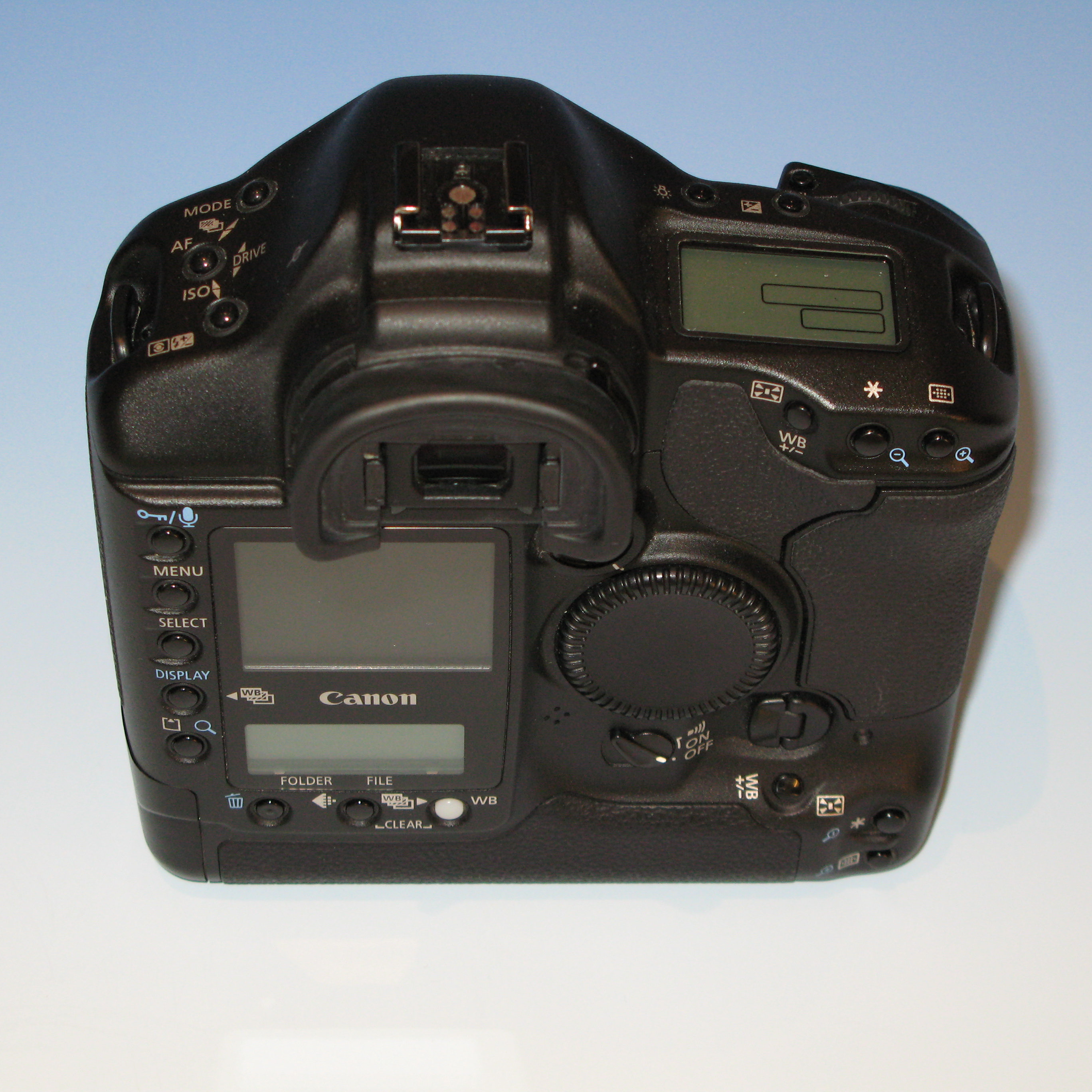
Rückteil der Kamera
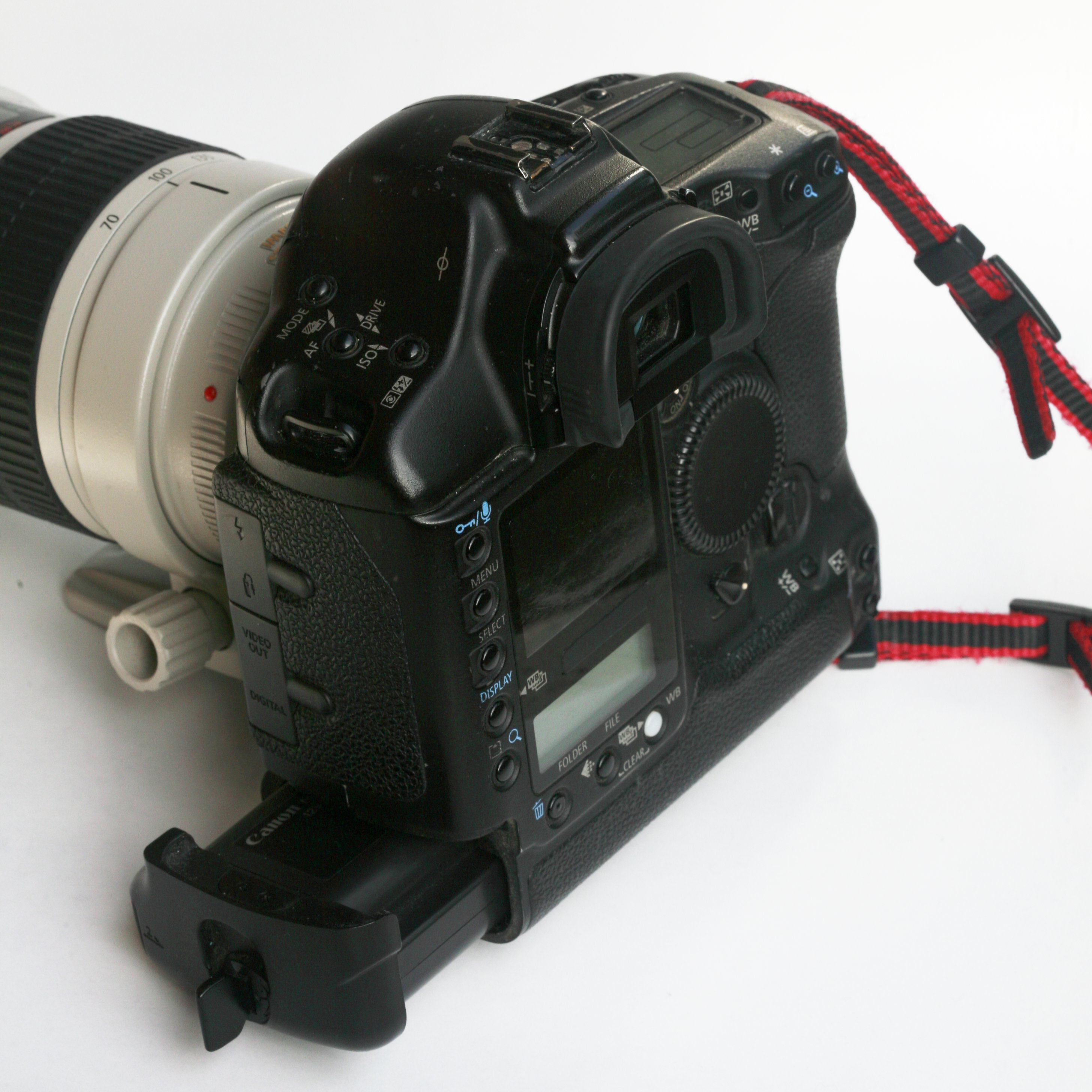
Akku
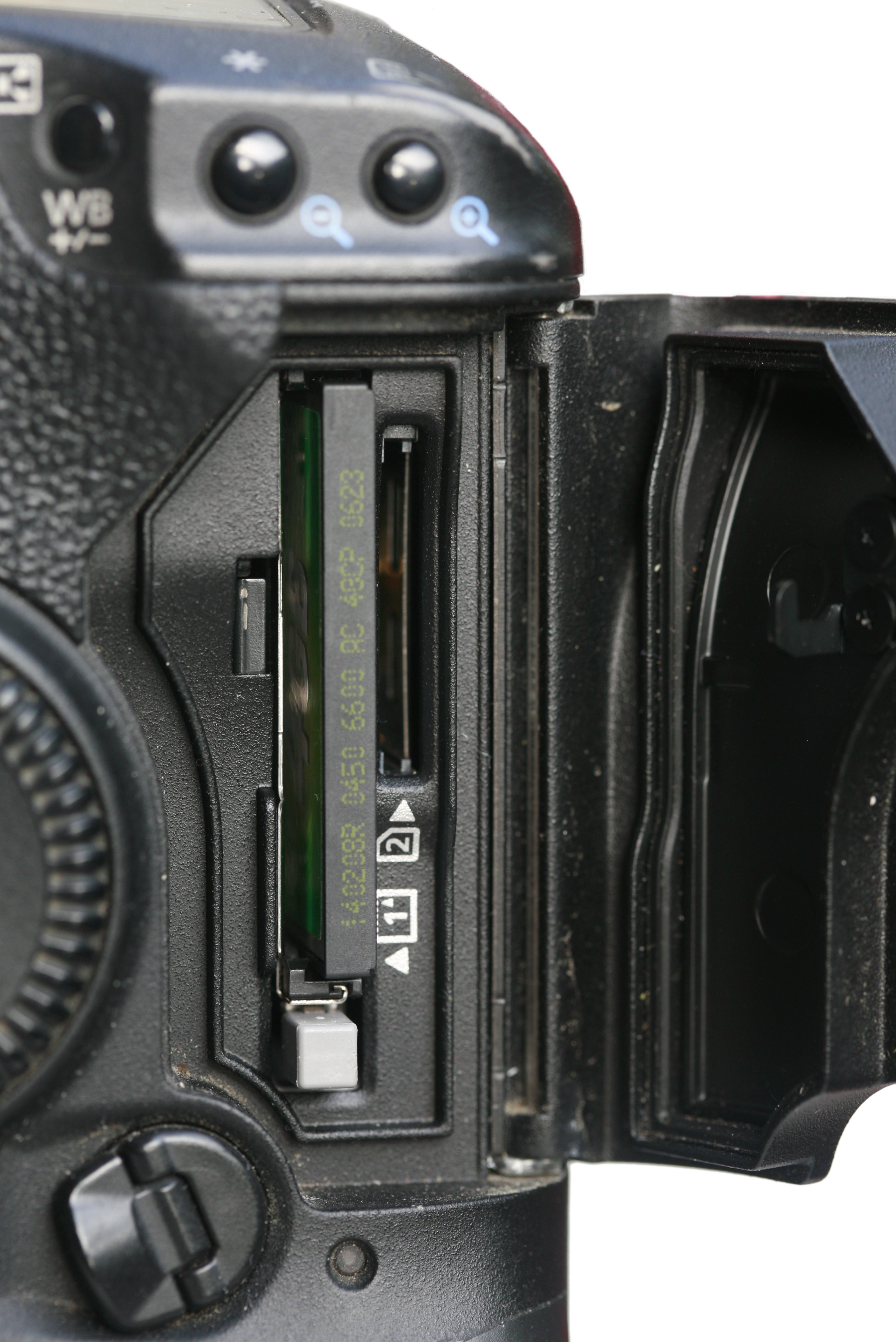
CF- und SD-Kartensteckplätze
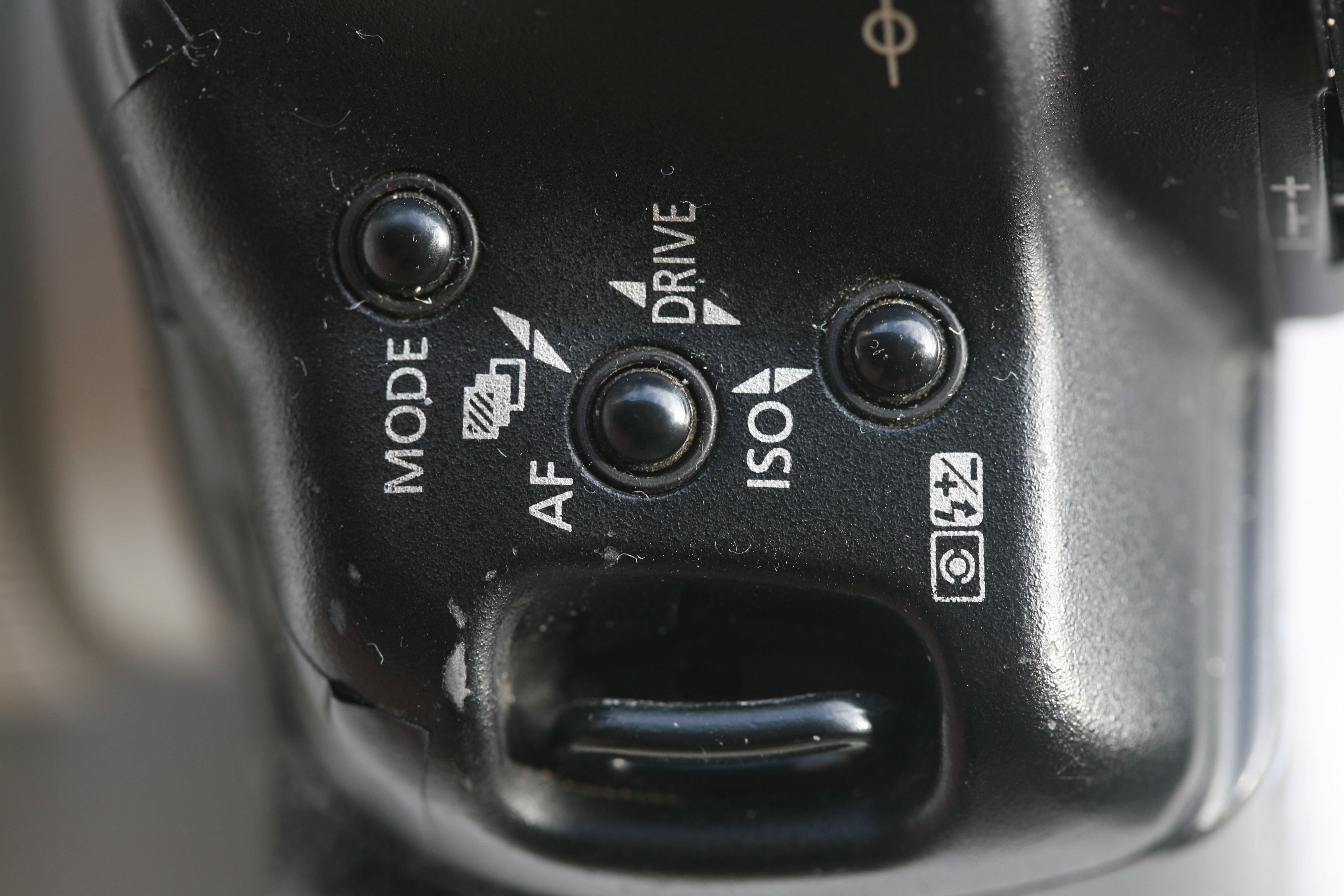
Bedienknöpfe
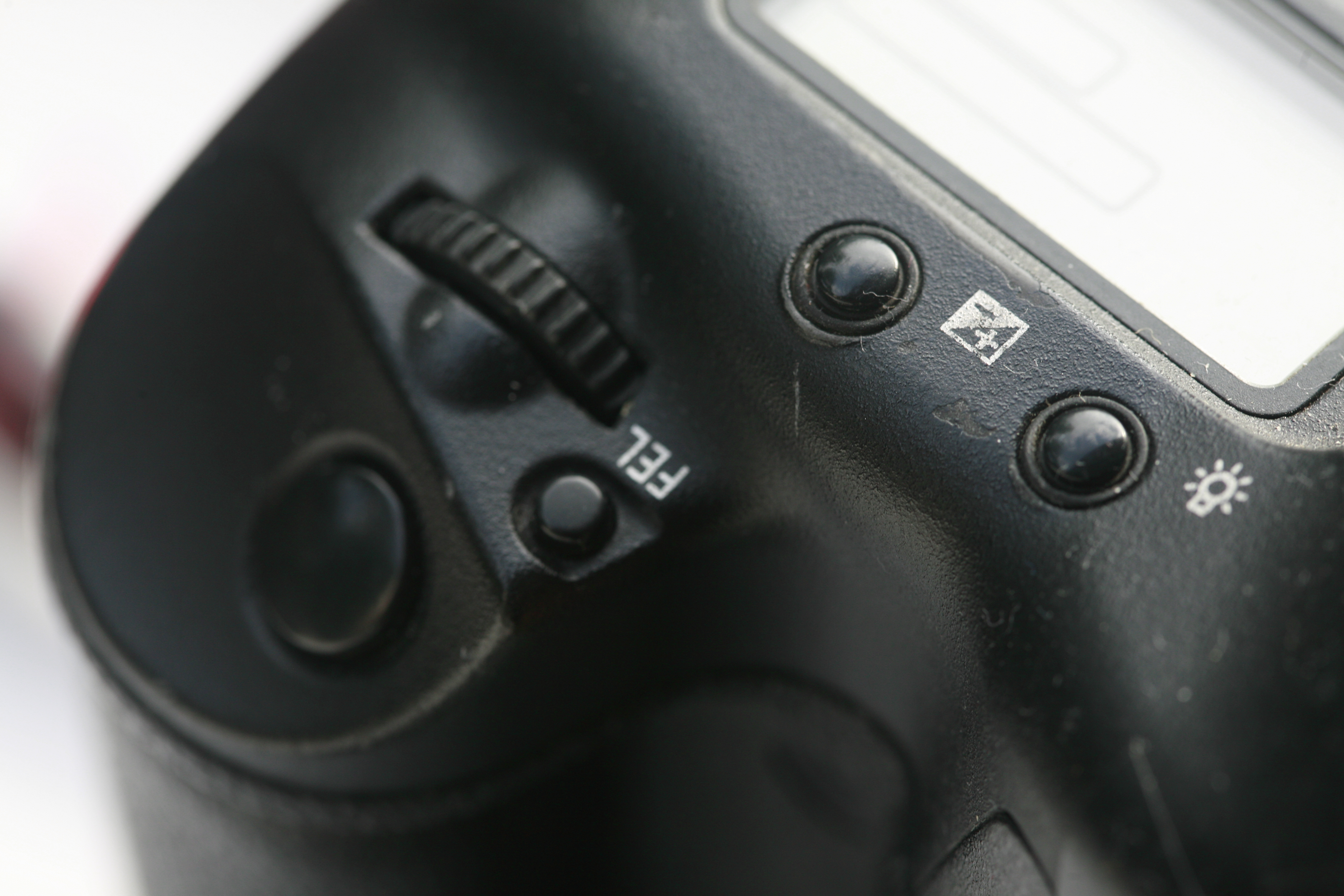
Auslöser